# Горен-Чифлик
Горен-Чифлик (болг. Горен чифлик) — село в Болгарии. Находится в Варненской области, входит в общину Долни-Чифлик. Население составляет 1419 человек.

## Политическая ситуация
В местном кметстве Горен-Чифлик, в состав которого входит Горен-Чифлик, должность кмета (старосты) исполняет Георги  Панев Николов (Земледельческий народный союз (ЗНС)) по результатам выборов.
Кмет (мэр) общины Долни-Чифлик — Борислав Николаев Натов (независимый) по результатам выборов.